# Buriville
Buriville är en kommun i departementet Meurthe-et-Moselle i regionen Grand Est (tidigare regionen Lorraine) i nordöstra Frankrike. Kommunen ligger i kantonen Blâmont som tillhör arrondissementet Lunéville. År 2022 hade Buriville 71 invånare.

## Befolkningsutveckling
Antalet invånare i kommunen Buriville
| Referens: INSEE |